# Alberto Molina
Alberto Molina, più conosciuto come Tino Molina (Solbiate Arno, 28 settembre 1921 – 7 dicembre 1975), è stato un allenatore di calcio e calciatore italiano, di ruolo attaccante.

## Carriera

### Calciatore
Cresce nel Varese, entrando a far parte delle giovanili biancorosse nel 1938, e nel 1940 esordisce prima squadra, militante nel campionato di Serie C. Con il Varese disputa due campionati, giocando anche le finali promozione al termine della stagione 1941-1942 nel ruolo di ala sinistra.
Al termine del campionato viene inviato come combattente sul fronte francese, proseguendo saltuariamente l'attività calcistica. Dopo la liberazione della Francia di Vichy, nel 1944, rimane nel paese transalpino, ingaggiato dal Tolone in Division 2: vi milita per otto stagioni, disputando complessivamente sette campionati cadetti, con l'intermezzo di un'annata nel Montpellier, militante in Division 1. Qui rimane dal dicembre 1952 fino al termine della stagione 1952-1953, nella quale gioca 4 partite nella massima divisione francese.
Lasciato il Tolone, partecipa al corso per allenatori e si trasferisce al Martigues, nelle serie inferiori, come allenatore-giocatore; prosegue la carriera sempre nel doppio incarico fino al 1960, con Carpentras e Hyeres.

### Allenatore
Nel 1961 diventa allenatore a tempo pieno come tecnico in seconda del Grenoble, in Division 2, ottenendo la promozione in Division 1 nella sua prima stagione. Sul finire della stagione 1962-1963 assume l'incarico di allenatore titolare della squadra, subentrando ad Albert Fornetti.
Nel 1963, dopo quasi vent'anni in Francia, fa ritorno a Solbiate Arno, dove apre una panetteria e nel contempo siede sulla panchina della locale squadra di calcio, neopromossa in Serie C. Vi rimane per cinque stagioni consecutive, nelle quali mantiene costantemente la squadra nelle posizioni di vertice della classifica. Nell'estate 1968 lascia la panchina nerazzurra, inizialmente per dedicarsi all'attività commerciale; in seguito, tuttavia, accetta l'offerta del presidente del Piacenza Vincenzo Romagnoli, sempre in Serie C. Con la formazione emiliana raggiunge l'obiettivo della promozione vincendo il campionato 1968-1969, curando particolarmente il gioco d'attacco che era stato il punto debole della squadra nella stagione precedente. A fine stagione, tuttavia, lascia l'incarico, poiché l'impegno nel campionato cadetto avrebbe interferito con gli interessi della sua azienda a Solbiate.
Nella stagione 1969-1970 siede quindi sulla panchina del Treviso, che porta al terzo posto, e l'anno successivo torna per una stagione alla Solbiatese. Nel 1971 viene richiamato da Romagnoli al Piacenza, ritornato in Serie C: la sua seconda avventura piacentina, tuttavia, risulta meno fortunata. La squadra offre un rendimento inferiore alle attese, e in seguito al passaggio di proprietà della squadra (da Romagnoli a Luigi Loschi) rassegna le dimissioni, sostituito dal duo Giancarlo Cella-Angelo Franzosi.
Dopo un ulteriore biennio al Treviso, nel frattempo retrocesso in Serie D, torna a Solbiate dove allena per la terza volta la formazione nerazzurra, senza evitarne la retrocessione nel campionato di Serie C 1974-1975. Rimasto libero da incarichi al termine della stagione, muore per infarto il 7 dicembre 1975.

## Palmarès

### Giocatore

#### Competizioni nazionali
- Serie C: 1

Varese: 1941-1942 (girone C)

### Allenatore

#### Competizioni nazionali
- Division 2: 1

Grenoble: 1961-1962 (Vice)
- Campionato italiano Serie C: 1

Piacenza: 1968-1969